# Andrej Hauptman
Andrej Hauptman (Liubliana, 15 de mayo de 1975) es un exciclista profesional esloveno.
En 2000 fue excluido del Tour de Francia antes de que empezara la primera etapa tras haber dado un hematocrito superior al 50% en el control previo a la carrera, junto con Rossano Brasi y Serguei Ivanov.
En febrero de 2017 se convirtió en seleccionador del equipo nacional de ciclismo masculino de Eslovenia.

## Palmarés
| 1997 - Jadranska Magistrala 1998 - 1 etapa de la Vuelta a Austria - Tour de Eslovaquia, más 1 etapa - 2 etapas de la Vuelta a Eslovenia 2000 - Campeonato de Eslovenia en Ruta - G. P. de Fourmies | 2001 - Jadranska Magistrala, más 1 etapa - 3.º en el Campeonato Mundial en Ruta 2004 - 3.º en el Campeonato de Eslovenia en Ruta 2005 - Gran Premio Šenčur |

## Resultados en Grandes Vueltas y Campeonatos del Mundo
| Carrera              | Carrera              | 1999 | 2000 | 2001 | 2002 | 2003 | 2004 | 2005 | 2006 |
| -------------------- | -------------------- | ---- | ---- | ---- | ---- | ---- | ---- | ---- | ---- |
|                      | Giro de Italia       | Ab.  | —    | 56.º | —    | —    | 82.º | —    | —    |
|                      | Tour de Francia      | —    | —    | —    | Ab.  | Ab.  | —    | —    | —    |
|                      | Vuelta a España      | —    | —    | —    | 90.º | —    | —    | —    | —    |
| Mundial en Ruta      | Mundial en Ruta      | —    | 38.º | 3.º  | 4.º  | —    | —    | Ab.  | —    |
| Mundial Contrarreloj | Mundial Contrarreloj | —    | 26.º | —    | —    | —    | —    | —    | —    |

—: no participa

Ab.: abandono

## Equipos
- Vini Caldirola-Sidermec (1999-2000)
- Tacconi Sport (2001-2002)
- Lampre (2004)
- Fassa Bortolo (2005)
- Radenska Powerbar (2006)